# Die Geschichte der Abe Sada
Abe Sada, auch Die Geschichte der Abe Sada (jap. 実録阿部定, Jitsuroku Abe Sada, dt. „die wahre Geschichte der Abe Sada“) ist ein Erotikfilm der japanischen Filmgesellschaft Nikkatsu aus dem Jahr 1975. Regie führte Noboru Tanaka. Das Werk ist ein Vertreter des Pink Eiga, wenngleich viel kunstvoller und vergleichsweise romantischer produziert. Das Nikkatsu-Studio wählte daher den Begriff des Roman Porno für die hauseigenen Produktionen.
Die Inszenierung, die Hauptdarstellerin Junko Miyashita zum Durchbruch verhalf, erzählt die wahre Liebesgeschichte der Geisha Sada Abe, wie im Übrigen auch Nagisa Ōshimas kontroverser Film Im Reich der Sinne (1976). Die historische Person erwürgte einst ihren Geliebten, entmannte ihn und wanderte anschließend ziellos mit dessen abgeschnittenen Genitalien durch die Straßen Tokios. Der Vorfall wurde zum bekannten Skandal in Japans Geschichte und inspirierte seitdem Künstler, Philosophen, Schriftsteller und Filmemacher.
Der Film ist unter dem Titel A Woman Called Abe Sada auf DVD erschienen.

## Handlung

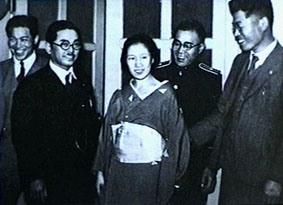
Sada Abe bei ihrer Verhaftung am 20. Mai 1936

Sada Abe, Tochter aus gutem Hause, hat eine schwierige Kindheit, die von Vergewaltigung, Demütigung und Unterwerfung geprägt ist. 18-jährig wird sie zur Geisha und gerät kurz darauf in die Welt der Prostitution. Später arbeitet sie unter falscher Identität in unterschiedlichen Berufen, die sie durch ganz Japan führen. In dieser zerstörerischen Phase prägt sich Sadas Verlangen nach Männern.
Mit 31 Jahren kommt sie im Gasthof des verheirateten Kichizōs unter, wo sie fortan als Bedienung arbeitet. Die ehemalige Prostituierte verliebt sich schlussendlich in ihren Vorgesetzten. Das Paar entfaltet eine zügellose Leidenschaft füreinander. In einem nur wenige Quadratmeter großen Raum, welchen sie nur selten verlassen, geben sie sich teils bizarren Liebesspielen hin, die immer exzessiver und gewalttätiger werden. Im Liebesrausch werden dabei oft eigene Grenzen überschritten. Die Liebenden bemerken kaum, dass sie sich zusehends von der Außenwelt entfremden.
Irgendwann entwickelt die eifersüchtige Sada einen unbändigen Hass auf Kichizōs Gattin. Sie ist besessen von dem Gedanken, den Familienvater ganz und gar zu besitzen, ohne ihn mit irgendeiner Frau teilen zu müssen. In einem gegenseitigen Spiel zur Luststeigerung erwürgt und kastriert sie schließlich ihren Liebsten. Als sichtbares Zeichen der Zusammengehörigkeit beschriftet sie anschließend den leblosen Körper mit den gemeinsamen Vornamen: Sada und Kichi.
Am Ende des Films flüchtet sie voller Trauer und Verlangen nach ihrem toten Geliebten in die Arme des freundlichen Schuldirektors Herrn Osato, der sie seit jeher großzügig unterstützte. Am 20. Mai 1936 wird die polizeilich gesuchte Mörderin mit einem Lendentuch, dem Tatmesser und Kichizōs abgeschnittenem Penis als Beweismittel in einem Tokioter Hotelzimmer verhaftet.

## Kritik
„Eine formal durchaus interessante Low-Budget-Variante des authentischen, ein Jahr später von Nagisa Oshima nochmals verfilmten Falles („Im Reich der Sinne“), welche die Etappen der pathologischen Beziehung nicht minder radikal und zeichenhaft verkürzt darstellt, wobei die spekulativen Genre-Szenen um Sex und Gewalt weniger ‚anstößig‘ sind als die These, dass Liebe und Tod identische Formen der Sinnerfüllung darstellen.“